# Insua (Puentecaldelas)
Insua (oficialmente Santa Marina de Insua) es una parroquia española del municipio de Puentecaldelas, perteneciente a la provincia de Pontevedra, en la comunidad autónoma de Galicia.

## Toponimia
La parroquia puede aparecer referida como «Insua» y «A Insua».

## Historia
Hacia mediados del siglo XIX, la parroquia, ya por entonces perteneciente a Puentecaldelas, tenía contabilizada una población de dos mil habitantes. Aparece descrita en el noveno volumen del Diccionario geográfico-estadístico-histórico de España y sus posesiones de Ultramar de Pascual Madoz con las siguientes palabras:

INSUA (Sta. Marina de): felig. en la prov. de Pontevedra (2 leg.), part. jud. y ayunt. de Puente Caldelas (1/2), dióc. de Tuy (6): sit. entre los r. Octaven y Caldelas. Reinan con mas frecuencia los aires del N. y S.; el clima es templado, y las enfermedades mas comunes fiebres nerviosas, pútridas y biliosas. Tiene 500 casas repartidas en los l. de Rebordelo, Roca, Insua, Silvoso, Rogo-do-Bargo y Chain. Hay 2 escuelas de primeras letras frecuentadas por 120 niños, y una concurrida por 40 niñas. Para surtido de los vec. se encuentran distintas fuentes de buenas y saludables aguas. La igl. parr. (Sta. Marina), tiene por anejas la de Sta. Maria de Silvoso y Sta. Columba de Rebordelo; se halla servida por un cura de térm. y nombramiento dle marqués de Mos. Tambien hay en el l. de Chain una ermita dedicada á San Antonio, de propiedad particular. Confina el térm., incluso el de las anejas, con las felig. de Barbudo, Taboadelo, Caldelas y Sotomayor. El terreno comprende los montes de Silvoso, Rebordelo, Roca, Chain y Cabanelas: le baña por N. el r. Caldelas, que desagua en Puente Sampayo. Atraviesa por esta felig. el camino que desde Vigo conduce á Puente-Caldelas y Ribadavia. El correo se recibe de Pontevedra. prod.: maiz, centeno, algun vino y otros frutos; hay ganado vacuno, de cerda y lanar; caza de conejos y perdices, y pesca de truchas. ind. y comercio: la agricultura, molinos harineros y 2 batanes: se celebra una feria el 18 de julio de cada año, cuyas especulaciones principales consisten en ganado y frutos del pais. pobl., inclusa la de los anejos: 510 vec., 2,000 alm. contr.: con su ayunt. (V.)
(Madoz, 1847, p. 436)

En 2023, tenía empadronados 906 habitantes.